# Roanoke (Texas)
Roanoke es una ciudad ubicada en el condado de Denton en el estado estadounidense de Texas. En el Censo de 2010 tenía una población de 5962 habitantes y una densidad poblacional de 430,75 personas por km².

## Geografía
Roanoke se encuentra ubicada en las coordenadas 33°0′36″N 97°13′45″O / 33.01000, -97.22917. Según la Oficina del Censo de los Estados Unidos, Roanoke tiene una superficie total de 13.84 km², de la cual 13.77 km² corresponden a tierra firme y (0.54%) 0.08 km² es agua.

## Demografía
Según el censo de 2010, había 5962 personas residiendo en Roanoke. La densidad de población era de 430,75 hab./km². De los 5962 habitantes, Roanoke estaba compuesto por el 84.77% blancos, el 3.44% eran afroamericanos, el 0.87% eran amerindios, el 2.63% eran asiáticos, el 0.13% eran isleños del Pacífico, el 5.07% eran de otras razas y el 3.09% pertenecían a dos o más razas. Del total de la población el 16.94% eran hispanos o latinos de cualquier raza.